# سودابوست
شركة سودابوست (بالعربية: بريد السودان)، رسميًا شركة الخدمات البريدية السودانية المحدودة ، هي المشغل العام المسؤول عن الخدمة البريدية في السودان .

## أنظر أيضا
- الاتصالات في السودان